# Castelo de Compiègne

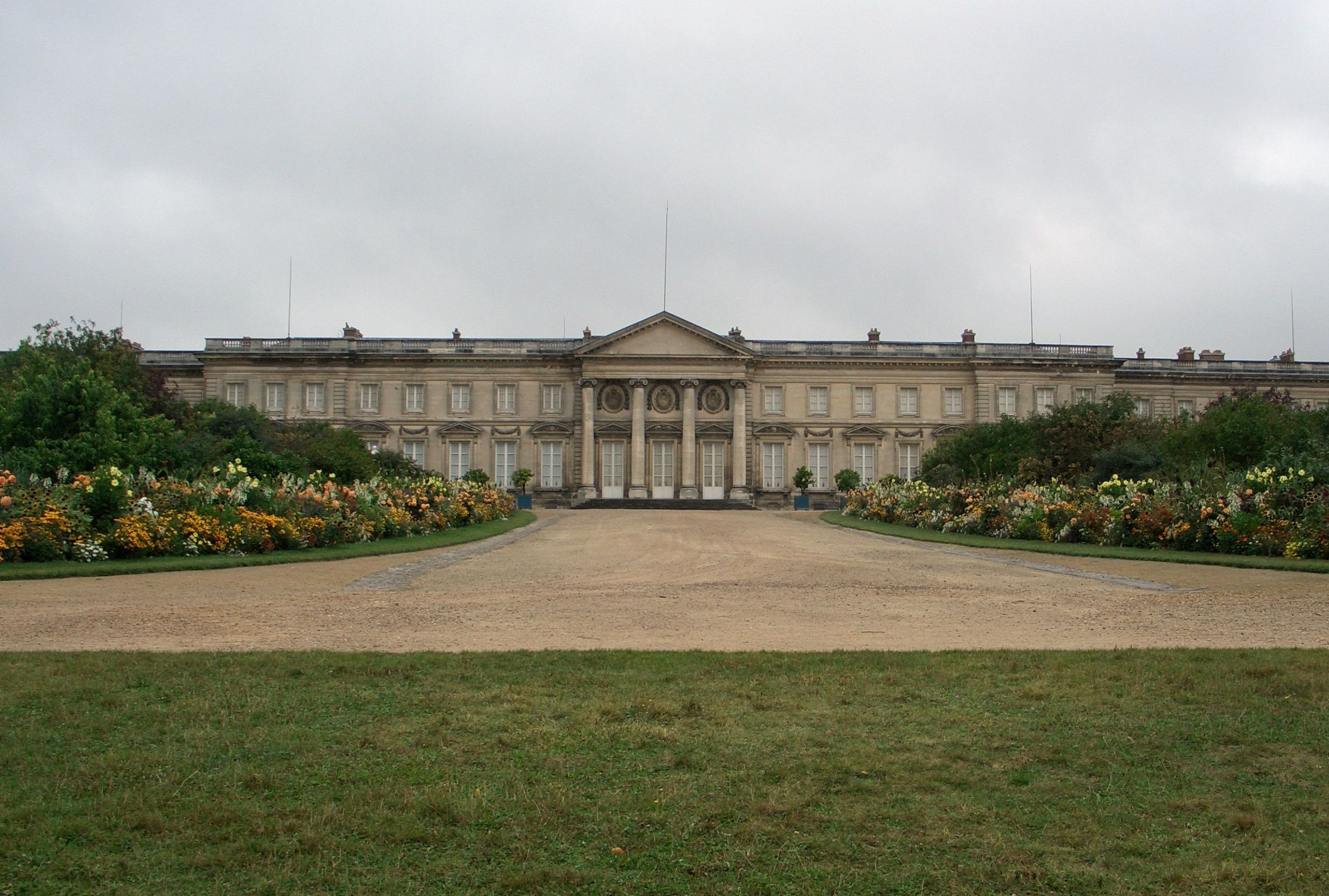
O Château de Compiègne visto do jardim.

O Château de Compiègne, ou, na sua forma portuguesa, de Compienha, é um palácio francês que serviu de Residência Real. Foi mandado construir por Luís XV e restaurado por Napoleão Bonaparte. Compiègne foi uma das três sedes do Governo Real, sendo as outras o Palácio de Versailles e o Château de Fontainebleau. Localiza-se em Compiègne, no Departamento de Oise, e está aberto ao público.

## Hstória
Mesmo antes de o actual Château ser construído, Compiègne era a residência de Verão preferida pelos monarcas da França, primariamente pela caça fornecida pela proximidade com a Floresta de Compiègne. Sua história remonta desde a época dos reis merovíngios. Em 1374, Carlos V iniciou a modificação do antigo prédio, tendo uma longa procissão de sucessores visitado e modificado o palácio. Só Luis XIV residiu em Compiègne cerca de 75 vezes. Luis XV estava talvez ainda mais favoravelmente impressionado; o Conde de Chevergny descreveu a sua paixão: "Caçar era a sua paixão principal […] e Compiègne, com a sua imensa floresta, com as suas avenidas intermináveis entre as árvores, com os seus caminhos que se podem percorrer todo o dia sem nunca chegar ao fim, era o local ideal para satisfazer essa paixão."

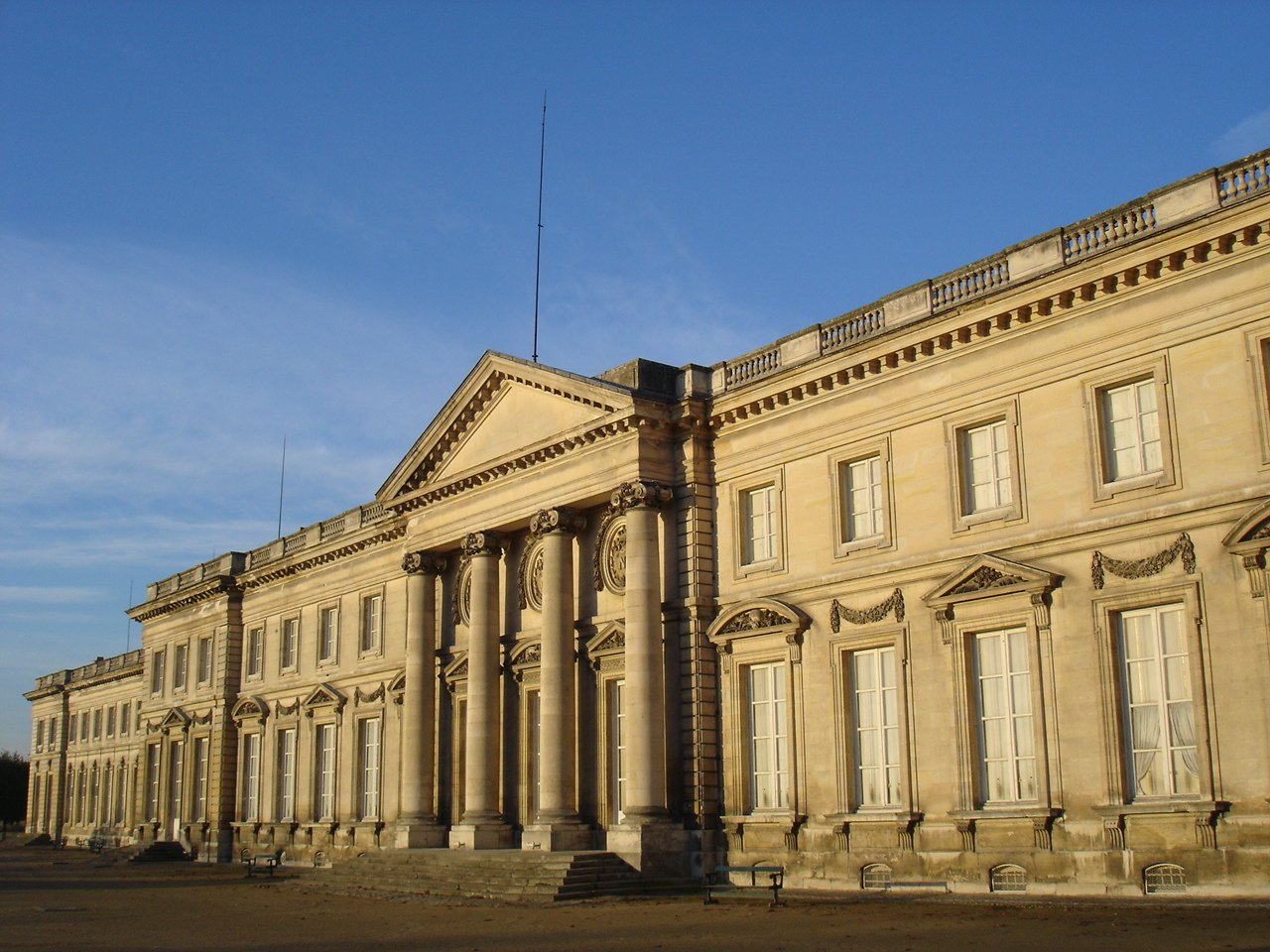
Fachada do Château de Compiègne.

Em 1750, o proeminente arquitecto Ange-Jacques Gabriel propôs uma completa revisão do palácio. Os trabalhos começaram em 1751 e terminaram em 1788 pelo aluno de Gabriel  Louis, Le Dreux de La Châtre. As antigas protecções da cidade ditaram o plano triangular do palácio; o edifício resultante cobre cerca de 5 acres. O estilo é Neo-Clássico, com uma rigorosa simplicidade e clareza a governarem as características exteriores e interiores.
Durante a Revolução Francesa, passou para a jurisdição do Ministério do Interior. Em 1795 todo o mobiliário foi vendido e as suas obras de arte mandadas para o Museu Central. Nesse ponto foi essencialmente espoliado. Napoleão visitou o palácio em 1799 e novamente em 1803; em 1804 o Château tornou-se um 'domaine impérial' (domínio imperial); e em 1807 ordenou que fosse tornado novamente habitável. O palácio foi restaurado pelos arquitectos Berthault, Charles Percier e Pierre François Léonard Fontaine, os decoradores Dubois e Pierre-Joseph Redouté, e ebanistas François-Honoré-Georges Jacob-Desmalter e Marcion. O seu esboço foi alterado, foi adicionado um salão de baile e o jardim replantado e ligado diretamente à floresta.
O resultado é um impressionante exemplo do Estilo Primeiro-Império (1808-1810), apesar de sobreviverem alguns traços da decoração anterior. Auguste Luchet observou que "Compiègne fala de Napoleão como Versailles o faz e Luis XIV". A partir de 1856, Napoleão III e Eugênia fizeram do Château de Compiègne a sua residência de Outono, tendo redecorado algumas salas ao Estilo Segundo-Império.
Actualmente os visitantes podem encontrar três museus dentro do palácio: os próprios apartamentos; o Museu do Segundo-Império; e o Museu Nacional do Carro, fundado em 1927, com uma refinada coleção de carruagens, bicicletas, e automóveis.